# Decaisnina hollrungii
Decaisnina hollrungii là một loài thực vật có hoa trong họ Loranthaceae. Loài này được (K.Schum.) Barlow mô tả khoa học đầu tiên năm 1966.